# Kreditaftaleloven
Kreditaftaleloven er en forbrugerbeskyttelseslov, som skal sikre gennemsigtighed på lånemarkedet, således at man som forbruger kan sammenligne forskellige lånetilbud fra professionelle låneudbydere. 
Kreditaftaleloven har 14 kapitler med i alt 60 paragraffer. Kreditaftaleloven erstattede fra år 1991 Kreditkøbsloven. Her blev EF-direktivet om indbyrdes tilnærmelse af medlemsstaternes love og administrative bestemmelser om forbrugerkredit gennemført i dansk ret. EF-direktivet blev indført for at fremme det indre markeds opbygning og funktion, samt sikre forbrugerne på et højt beskyttelsesniveau. Direktivet gælder alle forbrugerkreditaftaler. I 2010 blev Kreditaftaleloven ændret. Her gennemførtes et nyt forbrugerkreditdirektiv (2008/48/EF), der er et totalharmoniseringsdirektiv, der dikterer samme løsning i alle medlemsstater inden for sit anvendelsesområde. Kreditaftaleloven har især fået mediebevågenhed efter at Folketinget pr. 1. januar 2017 indførte en betænkningstid på 48 timer på kviklån.

## Definition af kreditaftalen
Kreditaftalen defineres i § 4, nr. 3, som en aftale i form af henstand, lån eller anden tilsvarende form for finansiel ydelse, undtagen aftaler om præstation af ydelser, eksempelvis gas, vand og elektricitet.

### Lovens særlige vigtige bestemmelser
1. Kreditgiverne skal tydeligt skilte med relevante informationer for lånet eksempelvis lånets ÅOP.
2. Forbrugeren har 14 dages fortrydelsesret.
3. Forbrugeren har en betænkningstid på 48 timer, der betyder, at han eller hun ikke kan få udbetalt lånet før der er gået 48 timer.